# Terremoto de Agadir de 1960
El terremoto de Agadir de 1960 tuvo lugar el 29 de febrero de 1960 en la ciudad marroquí de Agadir, situada en la costa atlántica. A pesar de su moderada magnitud de 5,8 en la escala de Richter, la intensidad máxima percibida fue de X (Extrema) en la escala de Mercalli.
La poca profundidad del hipocentro del terremoto, su proximidad a la ciudad portuaria de Agadir, así como la escasa calidad de las construcciones y del suelo, contribuyeron a que fuera el terremoto más destructivo y mortal de la historia de Marruecos, con entre 12 000 y 15 000 víctimas mortales (cerca de un tercio de la población que tenía entonces Agadir), 12 000 heridos y al menos 35 000 personas sin hogar. Particularmente afectada fue el área de Talbordjt.

## Terremoto

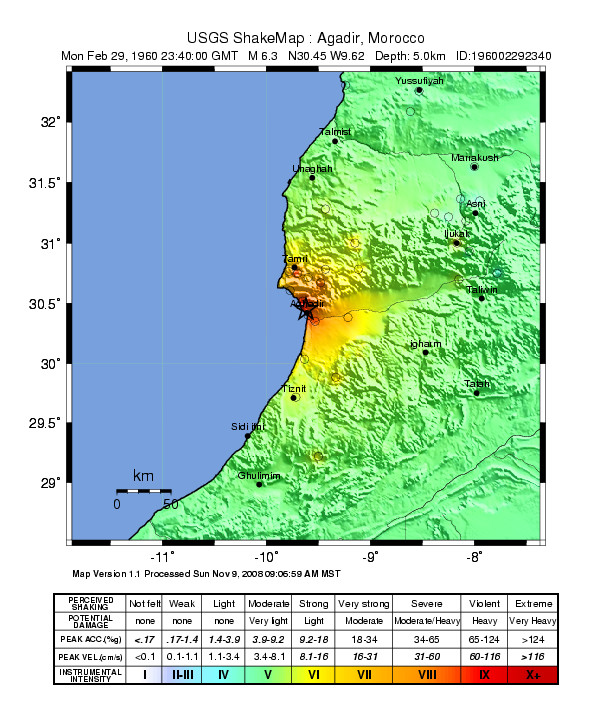
Mapa de sacudidas que muestra la intensidad de las sacudidas durante el terremoto de Agadir, Marruecos, de 1960.

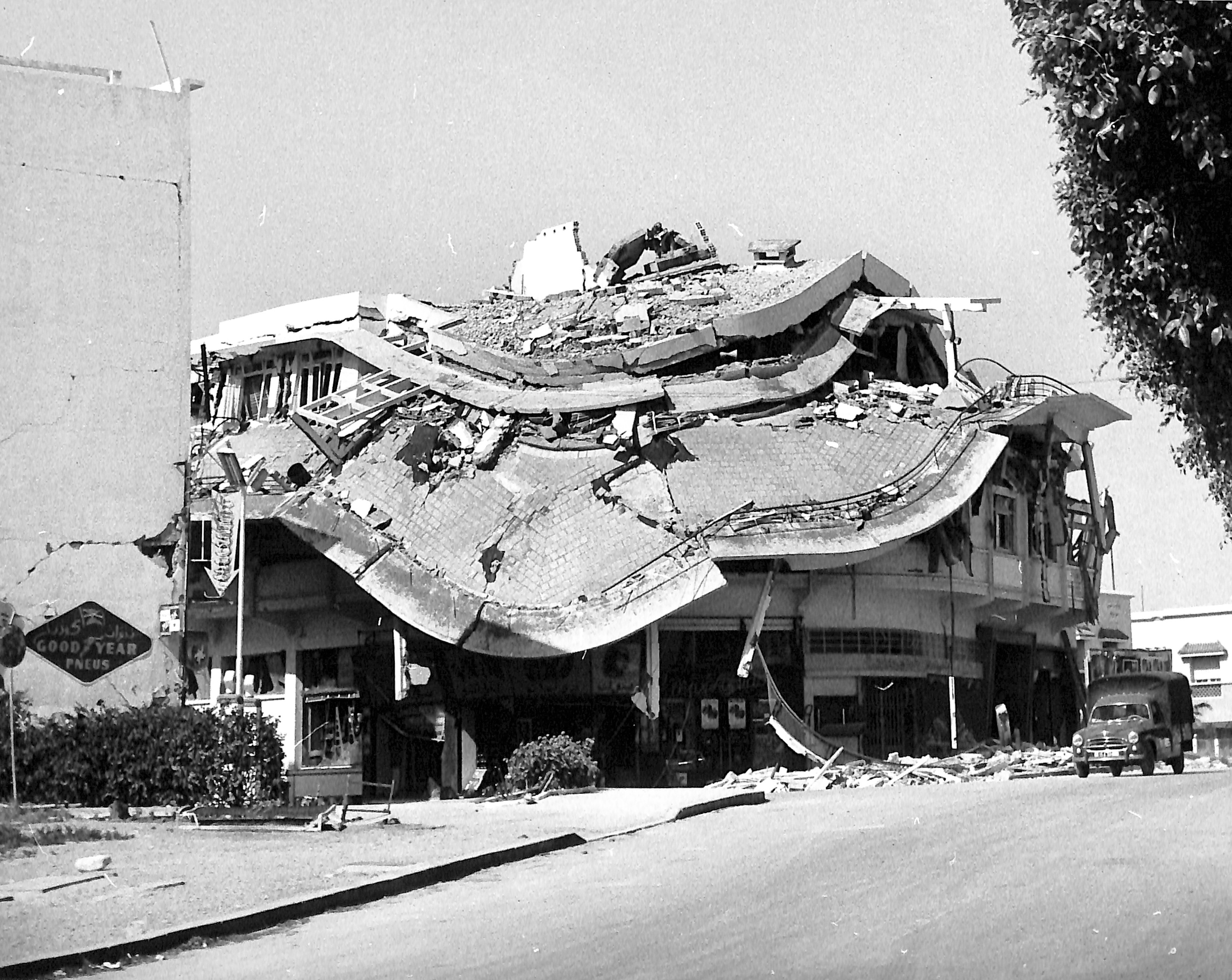
Edificio dañado en Agadir tras el terremoto.

Aunque el terremoto fue registrado por sismógrafos por todo el mundo, pocas estaciones se encontraban lo suficientemente cerca del epicentro como para determinar de forma precisa su posición. Con los datos disponibles, se determinó su ubicación a 8 km al nornoroeste de la alcazaba. Las observaciones macrosísmicas situaron el epicentro a aproximadamente 1 km al norte de Yachech.
Antes del terremoto principal hubo una serie de temblores previos. El primero tuvo lugar el 23 de febrero con una intensidad de III o IV (Leve a Moderado). El día del desastre, se produjo otro temblor premonitorio con una intensidad de VI (Fuerte), que alarmó a la población cerca de la hora del almuerzo.
El terremoto principal se produjo en el tercer día del mes sagrado islámico del Ramadán. En los distritos de Founti, Yachech y de la alcazaba, todos los edificios fueron destruidos o sufrieron daños severos. En Tarbordjt fueron destruidos o gravemente dañados entre el 60% y el 90% de los edificios; y en la ciudad nueva y la parte costera fueron destruidos el 60%.

## Respuesta

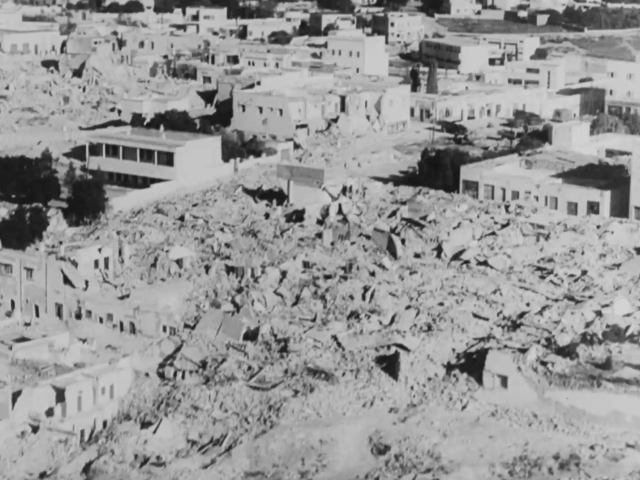
Edificios de Agadir destruidos tras el terremoto.

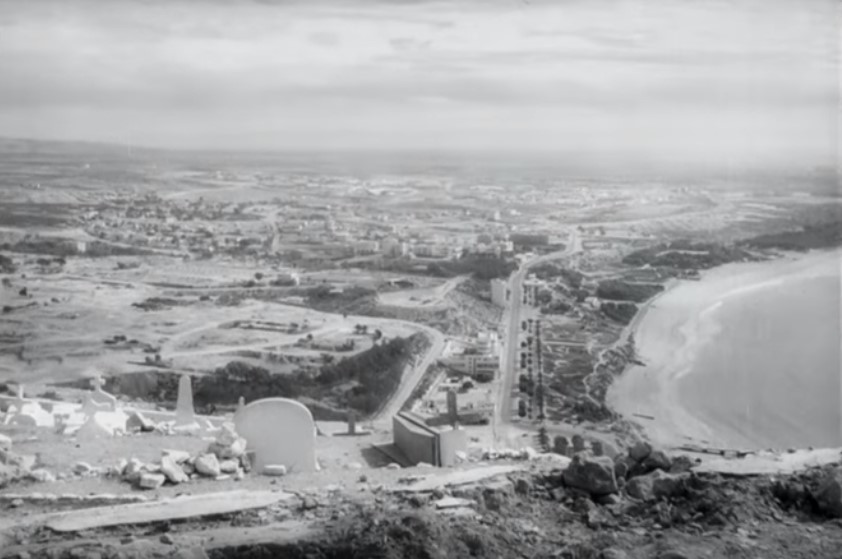
Vista de Agadir destruida tras el terremoto de 1960. Fue reconstruida dos kilómetros al sur de su ubicación anterior.

Dada la magnitud de los daños, no se pudieron establecer operaciones de rescate desde la propia ciudad de Agadir. A la mañana siguiente, el ejército francés y marineros de la Sexta Flota de los Estados Unidos se aproximaron a la costa, anclaron y se prepararon para la operación de rescate.
También al día siguiente del terremoto, el rey Mohamed V y su consejo de ministros crearon una comisión de reconstrucción cuyas riendas fueron confiadas al príncipe heredero, mulay Hasán (futuro Hasán II). Rápidamente, con el fin de reducir el riesgo sísmico (ya que Agadir estaba construida directamente sobre la falla), se decidió que la ciudad nueva se construiría un poco más al sur, abandonando los distritos situados al norte del río Tildi (la alcazaba, Founti, Yachech y Talbordjt). El rey colocó la primera piedra el 30 de junio de 1960, cuando las tareas de desescombro apenas habían empezado.

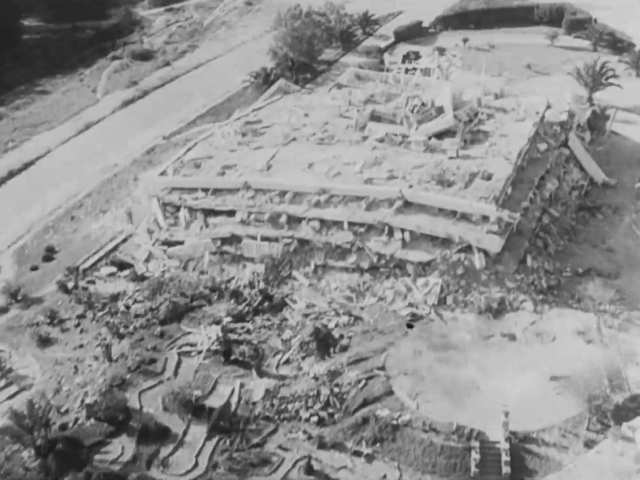
Edificio de Agadir de varios pisos derrumbado tras el terremoto.

La magnitud de la destrucción y las temperaturas, inusualmente altas para la época del año, dificultaron las tareas de rescate. La rápida putrefacción de los miles de cadáveres crearon un ambiente insano, y el cumplimiento del ayuno de Ramadán supuso una dificultad añadida para los trabajadores. Además, muchas víctimas rechazaron los tratamientos médicos, convencidas de que supondrían romper el ayuno. Los trabajadores fueron provistos con máscaras de gas, y se esparció cal viva por las áreas donde se consideraba que el rescate era inútil con el fin de destruir los cadáveres en proceso de putrefacción, aceptando como mal menor el riesgo de matar a los supervivientes que quedaran sepultados bajo los escombros. Asimismo, se rociaron las ruinas con desinfectante, DDT y matarratas como medida de prevención de enfermedades. Las ruinas habían atraído enjambres de moscas, ratas provenientes del sistema de alcantarillado que había quedado destruido y animales de mayor tamaño, como perros y gatos salvajes que se alimentaban de los cadáveres. La escena del desastre también atrajo a saqueadores, que fueron tiroteados y arrojados en fosas comunes junto con los cuerpos de las víctimas.

## El terremoto en la literatura
El escritor británico Gavin Maxwell estaba en Marruecos cuando se produjo el terremoto. Su libro The Rocks Remain comienza con una descripción vívida sacada de sus propias experiencias y las de otros testigos, entre los cuales se cuentan amigos suyos que ocupaban cargos importantes en el gobierno marroquí.